# Дејвил (Орегон)
Дејвил (енгл. Dayville) град је у америчкој савезној држави Орегон.

## Демографија
По попису из 2010. године број становника је 149, што је 11 (8,0%) становника више него 2000. године.
| Група             | 2000.       | 2010.       |
| Белци             | 133 (96,4%) | 142 (95,3%) |
| Афроамериканци    | 0 (0,0%)    | 0 (0,0%)    |
| Азијати           | 1 (0,7%)    | 0 (0,0%)    |
| Хиспаноамериканци | 0 (0,0%)    | 1 (0,7%)    |
| Укупно            | 138         | 149         |